# ستيف سميث (لاعب بلياردو أمريكي)
ستيف سميث (بالإنجليزية: Steve Smith)‏ هو لاعب بلياردو أمريكي ‏ولد في 1954.